# Mi estrella
Mi estrella es el quinto álbum de estudio de la orquesta de cumbia peruana Hermanos Yaipén. Cuenta con la colaboración de varios artistas entre los cuales están incluidos María Grazia Gamarra y Christian Domínguez.

## Lista de canciones
| N.º | Título                                                    | Escritor(es)      | Intérprete(s)         | Duración |  |
| 1.  | «Tú eres mi fan»                                          | Javier Yaipén     | Christian Domínguez   | 3:35     |  |
| 2.  | «Fuera»                                                   | Alejandro Vezzani | Angelo Fukuy          | 3:01     |  |
| 3.  | «Mi estrella»                                             | Walter Yaipén     | Christian Domínguez   | 3:51     |  |
| 4.  | «Rompe»                                                   | Carlos Rincón     | Jonathan Rojas        | 3:54     |  |
| 5.  | «Si quieres volver»                                       | Javier Yaipén     | Angelo Fukuy          | 3:55     |  |
| 6.  | «Vuélveme a querer»                                       | Javier Yaipén     | Dennys Alvarado       | 3:35     |  |
| 7.  | «Yo te haré recordar»                                     | Walter Yaipén     | Christian Domínguez   | 4:04     |  |
| 8.  | «Rompe» (versión salsa)                                   | Carlos Rincón     | Jonathan Rojas        | 4:47     |  |
| 9.  | «Arrástrate»                                              | D.R.              | José Antonio Orejuela | 3:43     |  |
| 10. | «Mi estrella» (con Maria Grazia Gamarra) (versión balada) | Walter Yaipén     | Christian Domínguez   | 3:59     |  |
| 11. | «Dile que piensas en mí»                                  | Javier Yaipén     | Dennys Alvarado       | 3:35     |  |
| 12. | «Necesito un amor» (versión salsa)                        | Javier Yaipén     | Jonathan Rojas        | 4:40     |  |
| 13. | «Para siempre»                                            |                   | Christian Domínguez   | 4:12     |  |
| 14. | «Enamórate de mí»                                         |                   | Carlos Aranda         | 3:25     |  |
| 15. | «Golpe a golpe»                                           |                   | Jonathan Rojas        | 3:43     |  |
| 16. | «Con los Hermanos Yaipén»                                 |                   | Carlos Aranda         | 3:43     |  |

## Créditos

### Músicos
- Bajo: Efrén Rojas
- Batería electrónica: Javier Niquén
- Cantantes: Christian Domínguez, Angelo Fukuy, Jonathan Rojas, Dennys Alvarado, Carlos Aranda, José Antonio Orejuela
- Coros: Jonathan Rojas, Carlos Aranda, Dennys Alvarado, José Antonio Orejuela
- Percusión: Luis Altamirano
- Percusión menor: Walter Yaipén
- Teclados: Javier Yaipén, Donnie Yaipén
- Timbales: Fernando Chipana
- Trombón 1: Alberth Chávez
- Trombón 2: Nilton Medina
- Trompeta 1: Hugo Barrantes
- Trompeta 2: Danny Bances
- Tumbas: Yviin Roldán

### Producción
- Director general: Walter Yaipén
- Arreglos y director musical: Javier Yaipén
- Arreglos invitados: Jhonny Pernía (en "Necesito un amor", versión salsa)
- Ingeniero de sonido: Donnie Yaipén